# Painswick
Painswick ist eine Gemeinde in der Grafschaft Gloucestershire in England. Ursprünglich wuchs der Ort durch den Wollhandel, aber heute ist er vor allem für die Eiben seiner Pfarrkirche und den örtlichen Rokokogarten bekannt. Das Dorf ist hauptsächlich aus lokal gebrochenem Cotswold-Stein gebaut. Viele der Gebäude haben nach Süden ausgerichtete Dachräume, die einst als Weberwerkstätten genutzt wurden. 2011 hatte der Ort knapp 3000 Einwohner.
Painswick liegt auf einem Hügel im Stroud District mit Blick auf eines der Five Valleys zwischen Stroud und Gloucester. Der Ort besitzt enge Straßen und viel traditionelle Architektur.

## Geschichte
Es gibt Hinweise auf eine Besiedlung der Gegend bereits in der Eisenzeit. Davon zeugt das Kimsbury Hill Fort, ein verteidigungsfähiger Erdwall auf dem nahegelegenen Painswick Beacon, der einen weiten Blick über das Severn Vale bietet. Das örtliche Kloster, Prinknash Abbey, wurde im 11. Jahrhundert gegründet. Painswick selbst erscheint erstmals in historischen Aufzeichnungen im Domesday Book von 1086 als Wiche, „Milchhof“. Dieser Name wird bis ins 13. Jahrhundert beibehalten. Die Form Painswik erscheint erstmals 1237, muss aber auf den Namen eines früheren Gutsherrn, Pain Fitzjohn (gest. 1137), zurückgehen. Pain war ein gebräuchlicher anglo-normannischer Name (der wiederum von paiën, lateinisch paganus, 'heidnisch' abstammt).
Während des ersten Englischen Bürgerkriegs (1642–45) war Gloucester eine parlamentarische Hochburg von einiger strategischer Bedeutung, aber es war von Truppen umgeben, die König Karl I. treu ergeben waren. Nachdem die Belagerung von Gloucester am 5. September 1643 abgebrochen worden war, lagerte die royalistische Armee, die die Stadt umzingelt hatte, über Nacht in Painswick, während der König im Court House blieb. Die Truppen richteten einige Schäden an, und eine Narbe von zwei kleinen Kanonenkugeln ist immer noch am Turm der Pfarrkirche St. Mary zu sehen.

## Sehenswürdigkeiten
Die örtliche Kirche St. Marys steht im Statutory List of Buildings of Special Architectural or Historic Interest. Ein Priester in Painswick ist im Domesday Book vermerkt und so wird angenommen, dass es hier zu dieser Zeit auch eine Kirche gab. Belege deuten darauf hin, dass sie zwischen 1042 und 1066 von Ernesi, einem reichen angelsächsischen Grafen, der damals Herr des Anwesens war, erbaut wurde.

## Persönlichkeiten

### Söhne und Töchter der Stadt
- Thomas Twining (1675–1741), Händler, Gründer von Twinings of London
- Hugh Algernon Weddell (1819–1877), Arzt und Botaniker

## Galerie

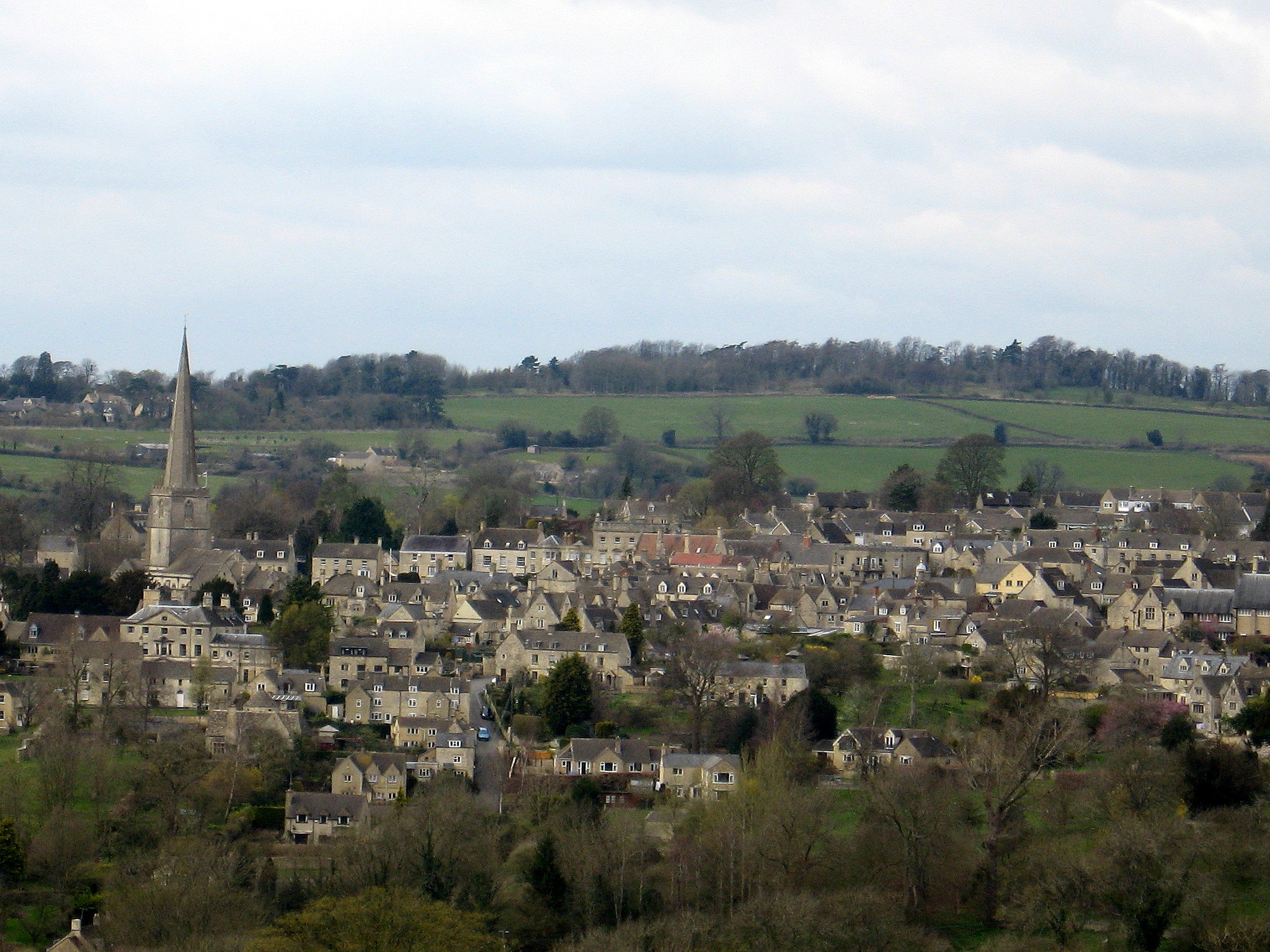
Blick auf Painswick
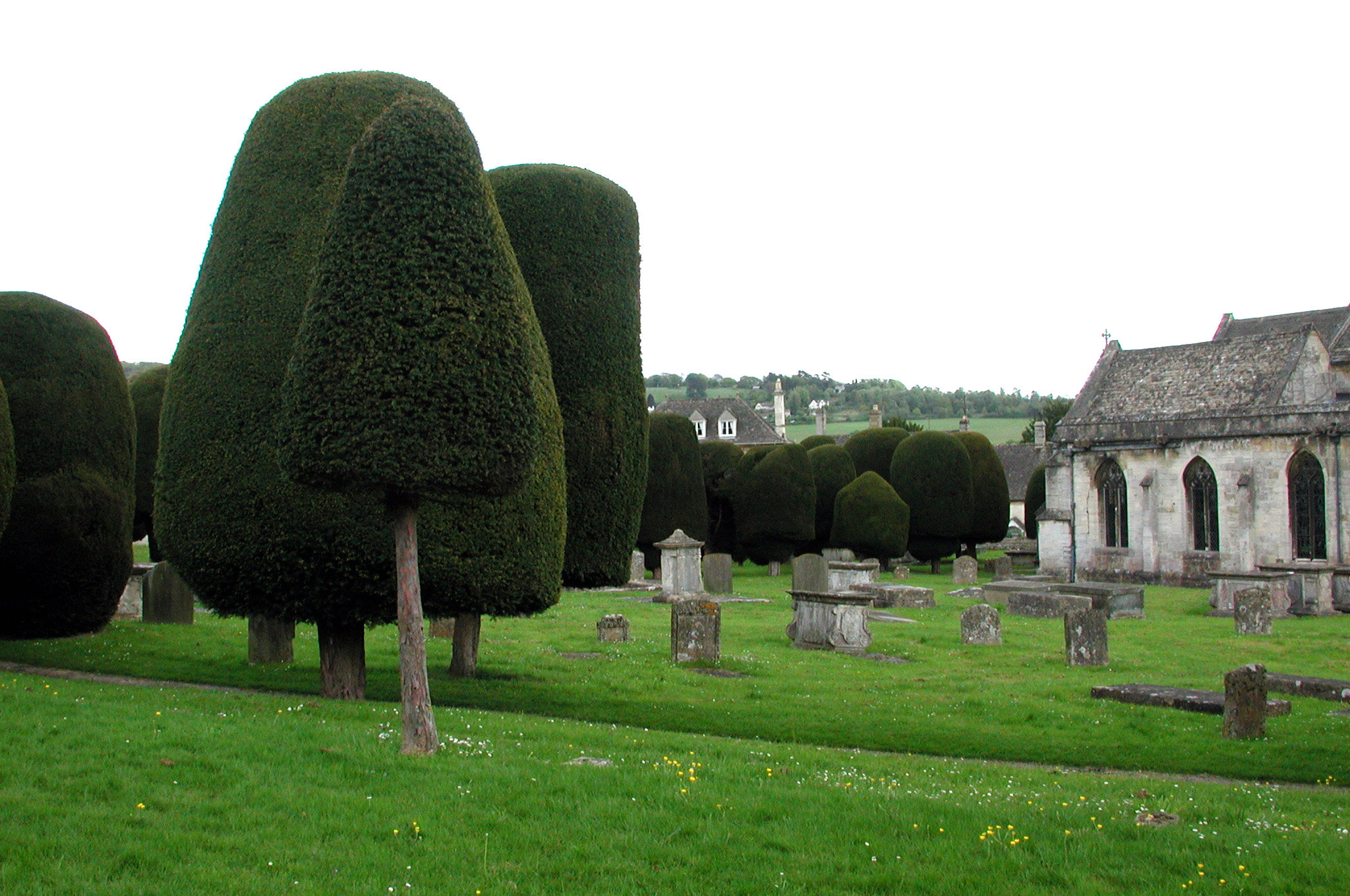
Friedhof
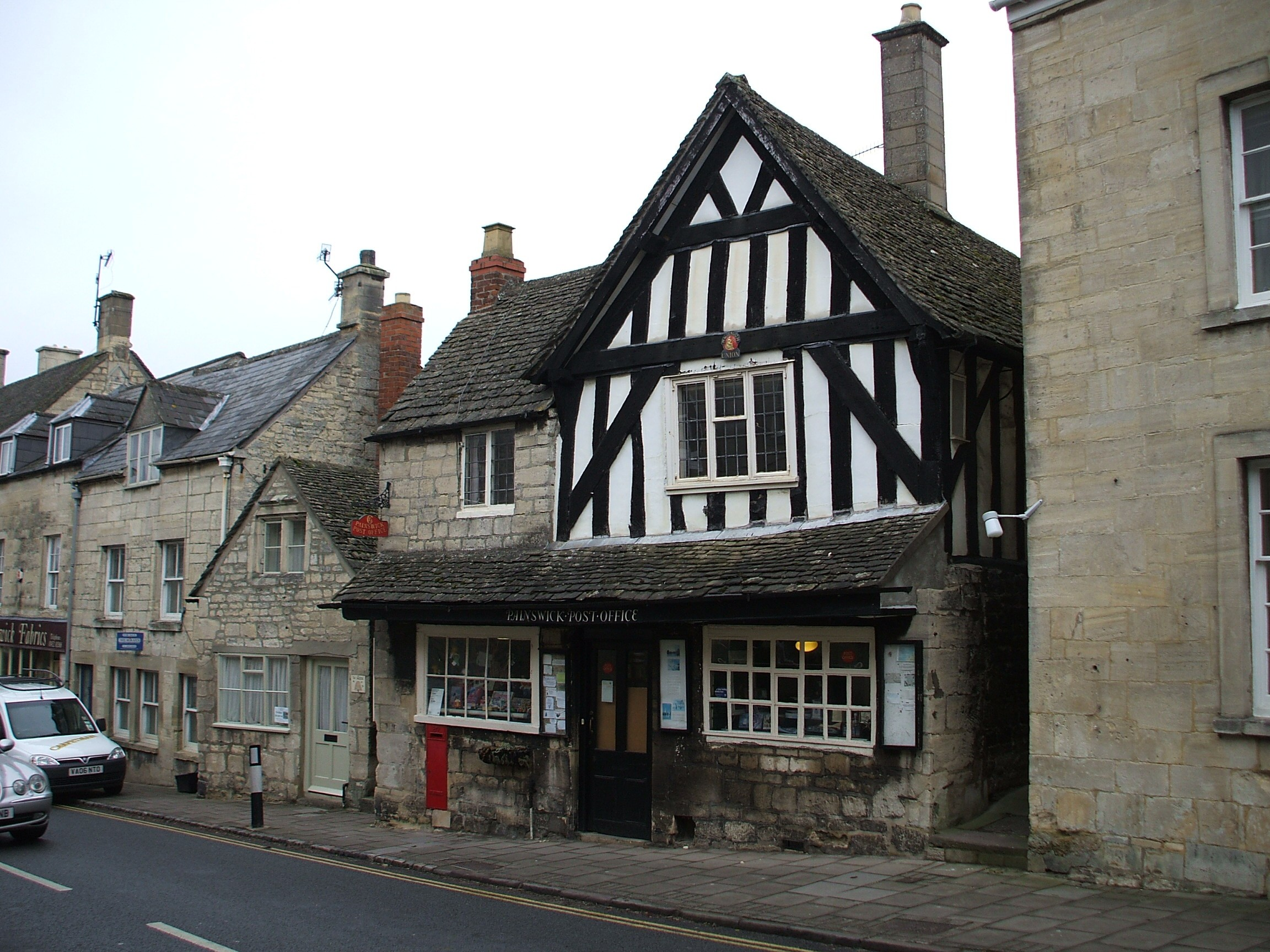
Painswick Post Office